# Певень, Алексей Ильич
Алексей Ильич Певень (1919—1969) — советский военнослужащий. В Рабоче-крестьянской Красной Армии и Советской Армии служил с октября 1939 по июль 1946 года. Участник Великой Отечественной войны. Полный кавалер ордена Славы. Воинское звание — старшина.

## Биография

### До войны
Алексей Ильич Певень родился 18 февраля 1919 года в деревне Бугриновка Каинского уезда Томской губернии Государства Российского (ныне деревня Чистоозёрного района Новосибирской области Российской Федерации) в семье рабочего. Русский. Окончил семь классов неполной средней школы. До призыва на военную службу работал управляющим одного из отделений колхоза «Новая жизнь».

### На фронтах Великой Отечественной войны
В ряды Рабоче-крестьянской Красной Армии А. И. Певень был призван Чистоозёрным районным военкоматом Новосибирской области в октябре 1939 года. Служил в артиллерийской части, до войны окончил школу младших командиров. В действующей армии А. И. Певень с 1941 года, с того же времени участвовал в боях на Калининском фронте в должности командира приборного отделения артиллерийской батареи. В 1942 году был принят в члены ВКП(б). В начале марта 1943 года с пополнением был направлен в 238-ю стрелковую дивизию, которая понесла в боях большие потери, и был зачислен наводчиком орудия батареи 76-миллиметровых пушек 837-го стрелкового полка. В составе своего подразделения участвовал в мартовских боях за город Белый, в ходе которых дивизия, укомплектованная в основном необстрелянными новобранцами, показала низкую боеготовность и к концу марта была выведена в резерв, а затем переброшена под Тулу, где до лета 1943 года вела напряжённую боевую учёбу.
Летом 1943 года сержант А. И. Певень сражался на Брянском фронте. Участвовал в Орловской операции Курской битвы, освобождал город Карачев и Брянский промышленный район. К концу 1943 года Алексей Ильич получил звание старшего сержанта. Зимой-весной 1944 года 238-я стрелковая дивизия генерал-майора И. Д. Красноштанова вела напряжённые бои в Могилёвской области Белорусской ССР, безуспешно пытаясь выйти на рубеж реки Днепр в районе города Быхова. В бою за опорный пункт немецкой обороны деревню Смолицу Быховского района наводчик 76-миллиметровой пушки старший сержант А. И. Певень меткими выстрелами уничтожил пулемётную точку и мелкокалиберную пушку противника, за что был награждён своей первой боевой наградой — медалью «За отвагу». В мае 1944 года 50-я армия, в состав которой входила 238-я стрелковая дивизия, была подчинена 2-му Белорусскому фронту и переориентирована на могилёвское направление. Старший сержант Певень уже в должности командира артиллерийского орудия отличился во время Могилёвской операции стратегического плана «Багратион».

### Орден Славы III степени
23 июня 1944 года советские войска начали крупномасштабное наступление в Белоруссии. Пока войска 2-го Белорусского фронта взламывали немецкую оборону на реке Проне, 837-й стрелковый полк подполковника А. К. Разумова, совершив 50-километровый ночной переход, ранним утром 25 июня неожиданно для противника форсировал реку Басю севернее города Чаусы и, опрокинув боевые порядки противника, глубоко вклинился в его оборону. При прорыве сильно укреплённой и глубокоэшелонированной обороны врага полк мог рассчитывать лишь на собственную полковую артиллерию, и артиллеристы сделали всё возможное для продвижения своих стрелковых подразделений. В бою за опорный пункт немцев деревню Темровичи 26 июня орудие старшего сержанта А. И. Певеня уничтожило 2 пулемётные точки и до 20 солдат неприятеля, чем способствовало взятию населённого пункта и прорыву тактической обороны немцев на всю глубину. Стремительного наступление полка на могилёвском направлении сыграло важную роль в освобождении города Чаусы. 27 июня 1944 года Алексей Ильич со своими бойцами одним из первых переправился через Днепр в районе Могилёва, и огнём орудия прикрыл переправу основных сил полка, а затем, двигаясь в боевых порядках пехоты, обеспечил их продвижение к городу. В уличных боях за Могилёв 28 июня расчёт Певеня неоднократно выдвигался на открытую позицию, чтобы подавить огневые средства врага и ликвидировать узлы его сопротивления. Точным артиллерийским огнём он уничтожил 5 пулемётов, пушку и до 70 солдат и офицеров вермахта. Умелая и самоотверженная работа артиллеристов обеспечила успех стрелковых подразделений в условиях городского боя. Преследуя отступающего врага и ведя бои с его арьергардом, артиллеристы и пехотинцы настигли одну из вражеских колонн. Открыв ураганный огонь по противнику, расчёт старшего сержанта А. И. Певеня отсёк хвост колонны, в результате чего 37 немецких солдат были взяты в плен. За доблесть и мужество, проявленные при освобождении города Могилёва приказом от 9 августа 1944 года Алексей Ильич был награждён орденом Славы 3-й степени (№ 106305).

### Орден Славы II степени
После освобождения Могилёва 238-я стрелковая дивизия принимала участие в операции по окружению крупной группировки противника восточнее Минска, а после её ликвидации была переброшена в Западную Белоруссию. После ожесточённых сражений под Гродно она в составе 49-й армии продолжила наступление общим направлением на Ломжу и 5 августа завязала бои за город Кнышин, где противник сосредоточил мощную группировку. 6 августа части 49-й армии выбили противника из Кнышина. Немцы яростно контратаковали и на отдельных участках смогли потеснить советские войска, но части 238-й дивизии стойко удерживали занимаемые рубежи и всякий раз вынуждали неприятеля откатываться на исходные позиции с большими потерями. При отражении натиска противника 9 августа 1944 года расчёт орудия старшего сержанта А. И. Певеня находился в боевых порядках пехоты и вёл губительный огонь по вражеской пехоте, уничтожив до 90 военнослужащих вермахта. В самый напряжённый момент боя Алексей Ильич выдвинул свою 76-миллиметровую пушку на прямую наводку и меткими выстрелами поразил 5 огневых точек немцев, 1 артиллерийское орудие и 3 повозки с боеприпасами. При этом командир орудия был ранен, но остался в строю до полного выполнения боевой задачи. Мужество и стойкость артиллеристов способствовали отражению контратак противника и удержанию занятых рубежей. За отличие в боях за город Кнышин приказом от 13 октября 1944 года старший сержант А. И. Певень был награждён орденом Славы 2-й степени (№ 8620).

### Орден Славы I степени
Ранение оказалось лёгким, и Алексей Ильич быстро вернулся в строй. До конца 1944 года его 837-й стрелковый полк занимал позиции на левом берегу реки Нарев южнее Остроленки. К началу 1945 года А. И. Певеню было присвоено воинское звание старшины. 14 января 1945 года в рамках Млавско-Эльбингской операции он со своим расчётом форсировал водную преграду и огнём орудия способствовал прорыву немецкой обороны. Развивая наступление к границам Восточной Пруссии, 837-й стрелковый полк под командованием подполковника А. В. Тарусина 20 января вышел на подступы к станции Парцяки (Stacja Parciaki). Имевшие задачу удерживать станцию любой ценой, немецкие части оказывали ожесточённое сопротивление. Несмотря на шквальный пулемётный огонь противника, старшина А. И. Певень выдвинул своё орудие на прямую наводку и точными выстрелами уничтожил 4 пулемётные точки, обеспечив продвижение вперёд стрелковых подразделений. Находясь со своим орудием в передовых частях пехоты, старшина Певень первым ворвался на станцию и меткой стрельбой продолжал разить врага. В бою за станцию Парцяки Алексей Ильич со своими бойцами истребил до 70 солдат и офицеров неприятеля, чем способствовал выполнению полком боевой задачи.
22 января части 49-й армии вступили на территорию Германии, создав угрозу тылам немецкой группировки, оборонявшейся в районе Мазурских озёр. Противник вынужден был начать отвод своих войск с долговременной оборонительной линии и одновременно усиливать свои фланги. 23 января в районе деревни Кипаррен 837-й стрелковый полк столкнулся с яростным сопротивлением врага. В ходе штурма опорного пункта вражеской обороны расчёт старшины Певеня действовал смело и решительно: обеспечивая продвижение стрелковых частей, артиллеристы уничтожили 3 пулемётные точки, 4 повозки с военным имуществом, 1 наблюдательный пункт и до 40 солдат и офицеров. Действия артиллерийского расчёта во многом способствовали взятию полком населённого пункта. За образцовое выполнение боевых заданий командования в ходе Млавско-Эльбингской операции 8 февраля 1945 года командир полка подполковник А. В. Тарусин представил старшину А. И. Певеня к ордену Славы 1-й степени. Высокая награда за номером 982 была присвоена Алексею Ильичу указом Президиума Верховного Совета СССР от 10 апреля 1945 года.

### На завершающем этапе войны
В результате успешного завершения Млавско-Эльбингской операции крупная группировка противника была блокирована в Хейльсбергском укреплённом районе юго-западнее Кёнигсберга. До марта 1945 года старшина А. И. Певень в составе своего подразделения участвовал в операции по её ликвидации, в том числе в штурме крупного опорного пункта противника города Теервиша. В начале марта 238-я стрелковая дивизия была переброшена в Померанию и в ходе Восточно-Померанской операции участвовала в штурме города Данцига. После ожесточённых боёв 26 марта части дивизии вышли на западную окраину города. 27 числа в районе населённого пункта Легштрисс орудие старшины Певеня, расчищая путь своей пехоте, прямой наводкой уничтожило 2 станковых пулемёта, машину с боеприпасами и до 10 немецких автоматчиков, засевших в домах. 28 марта штурмовая группа, в составе которой действовал расчёт Певеня, вышла на берег Мёртвой Вислы. Алексей Ильич со своими бойцами первым форсировал водную преграду и, прикрывая переправу своей группы артиллерийским огнём, уничтожил 3 пулемётных гнезда и одно орудие, стоявшее на прямой наводке, а также вывел из строя до 40 солдат и офицеров противника. Однако силы были слишком неравными, и советским бойцам пришлось вернуться на левый берег. На следующий день при вторичном форсировании Мёртвой Вислы Певень выкатил своё орудие на набережную прямо к кромке воды и, прикрывая переправу пехоты, прямой наводкой уничтожил 2 пулемётных точки и до 20 солдат вермахта. При этом Алексей Ильич был ранен, но продолжал командовать расчётом, пока батальоны полка не вышли на берег Балтийского моря. 1 апреля 1945 года 837-й стрелковый полк полностью овладел морским портом Данцига и его окрестностями, где захватил большие трофеи.
К середине апреля 1945 года старшина А. И. Певень был уже в строю. В ходе Берлинской операции он участвовал в разгроме остатков немецкой группы армий «Висла», отброшенных в ходе Восточно-Померанской операции за Одер. Боевой путь Алексей Ильич завершил 4 мая 1945 года в городе Людвигслюст, где части 238-й стрелковой дивизии встретились с союзными англо-американскими войсками.

### После войны
После окончания Великой Отечественной войны А. И. Певень продолжал службу в должности старшины батареи своего полка до июля 1946 года. После демобилизации он некоторое время жил в городе Абакане, где работал начальником отделения связи. Затем переехал в Казахстан, в село Пилкино Ленинского района Кустанайской области. Трудился плотником на ферме совхоза «Суворовский». Умер Алексей Ильич 15 апреля 1969 года. Похоронен в селе Пилкино Узункольского района Костанайской области Республики Казахстан.

## Награды
- Орден Отечественной войны 2-й степени (17.05.1945)[16];
- орден Славы 1-й степени (10.04.1945)[14];
- орден Славы 2-й степени (13.10.1944)[9];
- орден Славы 3-й степени (09.08.1944)[10].
- Медали, в том числе:

медаль «За отвагу» (13.04.1944);
медаль «За победу над Германией в Великой Отечественной войне 1941-1945 гг.».

## Память
- Имя А. И. Певеня увековечено на аллее Героев в парке Победы города Костаная[6][17].
- Имя А. И. Певеня увековечено на аллее Героев у монумента Славы в Новосибирске[3].

## Документы
- Общедоступный электронный банк документов «Подвиг Народа в Великой Отечественной войне 1941—1945 гг.» Дата обращения: 1 ноября 2014. Архивировано из оригинала 11 мая 2017 года.

Орден Отечественной войны 2-й степени.
Орден Славы 1-й степени.
Указ Президиума Верховного Совета СССР от 10 апреля 1945 года.
Орден Славы 2-й степени.
Орден Славы 3-й степени.
Медаль «За отвагу».